# Saint Seiya
Saint Seiya (聖闘士星矢（セイントセイヤ）, Seinto Seiya), ook bekend als De ridders van de zodiak (Frans: Les Chevaliers du Zodiaque), is een Japanse populaire mangareeks uit de jaren 80. Hierop is er een animeserie op gebaseerd met dezelfde titel, die voor het eerst in Europa was te zien in 1988 in het programma Club Dorothée op woensdagnamiddag op de Franse zender TF1.
Het verhaal is gebaseerd op de Griekse mythologie waar de godin Athena centraal staat als beschermgodin van de aarde omringd door haar trouwe Saints (Ridders in sommige vertalingen). Deze ridders worden elk beschermd door een sterrenteken en dragen het bijhorende harnas (cloth). Ze hebben een bovennatuurlijke kracht door training en maar vooral door de geheime kennis om gebruik te maken van hun eigen kosmo-energie (ook wel zesde zintuig). Alle Saints van Athena leven op één centrale plaats, het heiligdom (Sanctuary) van Athena. Er zijn verschillende ordes: Bronzen, Zilveren en Gouden Ridders. De 12 Gouden Ridders vertegenwoordigen de dierenriem. 
Andere goden hebben andere ridders rondom hen, zo heeft Odin de 7 krijgers van Asgard, en heeft Poseidon 7 Generalen die zijn leger leiden.  Hades zijn ridders zijn de 108 geesten van de onderwereld, geleid door de 4 rechters van de onderwereld.  Daarnaast wordt Hades nog bijgestaan door Pandora en twee mindere goden Hypnos en Thanatos.
Elke generatie kent een reïncarnatie van deze verschillende goden, die strijden om de dominantie over de Schepping.  Ook al zijn de andere 
Goden belangrijk, toch lijkt het elke generatie vooral te doen om de finale strijd tussen Athena en Hades.

## Hoofdpersonages
- Pegasus Seiya (rode ridder)
- Cygnus Hyoga (blauw-witte ridder)
- Dragon Shiryu (groene ridder)
- Andromeda Shun (roze ridder)
- Phoenix Ikki (rood-blauwe ridder, broer van Andromeda)
- Saori Kido (fysieke versie van de godin Athena)

Terugkomende personages:
- Marine: vrouwelijke zilveren ridder, heeft Seiya getraind in zijn jeugd.
- Shaina: vrouwelijke zilveren ridder, in eerste instantie de eerste vijand van Seiya.
- Kiki: leerling van de gouden ridder Mû (Ram), die zich snel aansluit bij de 5 ridders, hij beschikt over telekinetische krachten en kan teleporteren, hij is geen saint.

## Verhaal
Het verhaal begint met een mislukte aanslag op baby Athena (die zich iedere 200 jaar reïncarneert) door de 'Grote Paus', het hoofd van sanctuary, die net onder de godin staat . De Gouden Ridder Aiolos (Sagitarius) redt de baby op de valreep, maar raakt zwaargewond tijdens zijn vlucht uit het Sanctuary. Met zijn laatste krachten vertrouwt hij de baby, het geheim en het gouden Sagitarius "cloth" toe aan een zeer rijke Japanse toerist. Er wordt een tijdssprong gemaakt van 12 jaar. Hier ziet men dat de rijke Japanner enkele jongens de wereld rond heeft gestuurd om opgeleid te worden tot Ridder, dit om Athena - de baby die hij 12 jaar eerder uit Griekenland heeft meegebracht - te beschermen en om de wereldvrede te bewaren. Hun eerste opdracht bestaat eruit het Sanctuary te zuiveren. Nadien wil Poseidon de aarde overheersen, in een volgend deel verklaart de God van de onderwereld Hades opnieuw de Heilige oorlog aan Athena.

## Trivia
- De serie wordt algemeen beschouwd als de eerste succesvolle Japanse animeserie in Europa. Op de Nederlandstalige televisie is ze echter nooit uitgezonden.
- De manga bestaat uit 28 delen. Er werd aanvankelijk een tekenfilmreeks gemaakt tot en met het hoofdstuk Poseidon. In 2006 is ook het Hades-hoofdstuk in 'verfilmd'.
- De serie is verschenen op dvd in Frankrijk, maar heeft door de censuur zeer zwaar geleden (Het verhaal is niet verstaanbaar), echter zijn er nu wel Franse dvd's met de uitgestukken scènes in het Japans met ondertitels, naast de oudere dvd's met de censuur van op tv.
- Er werden aanvankelijk totaal drie seizoenen gemaakt, met 114 afleveringen. Daarna zijn er drie Hades seizoenen gemaakt 'Hades: sanctuary', 'Hades: Inferno' en 'Hades: Elysion'.
- Doelgroep van de serie: jongeren (vooral jongens) vanaf 16/18 jaar.
- Heel wat speelgoed en verzamelobjecten werden rond de serie door Bandai gecommercialiseerd. In de jaren 80 werden er gearticuleerde figuurtjes op de markt gebracht. Sinds 2005 is Bandai herbegonnen met de uitgave van gearticuleerde figuurtjes onder de naam "Myth Cloth" (Momenteel reeds +/- 32 verschenen).
- Verschillende spin off's zijn gevolgd: Episode Gold, Lost Canvas, Next Dimension en Omega.  Niet alle versies zijn 'verfilmd'.